# فارسو
فارسو (به لاتین: Farsø) یک منطقهٔ مسکونی در دانمارک است که در Vesthimmerland Municipality واقع شده‌است. فارسو ۲٫۸۱ کیلومتر مربع مساحت و ۳٬۳۶۶ نفر جمعیت دارد.